# 刘铁流
刘铁流（1955年10月—），男，汉族，安徽含山人，中华人民共和国政治人物，第十二届全国人民代表大会江西地区代表。

## 生平
刘铁流毕业于中央党校研究生院法学理论专业。1983年8月加入中国共产党。2013年，担任全国人大代表。现任江西省人民检察院检察长。